# Karl Schultheis

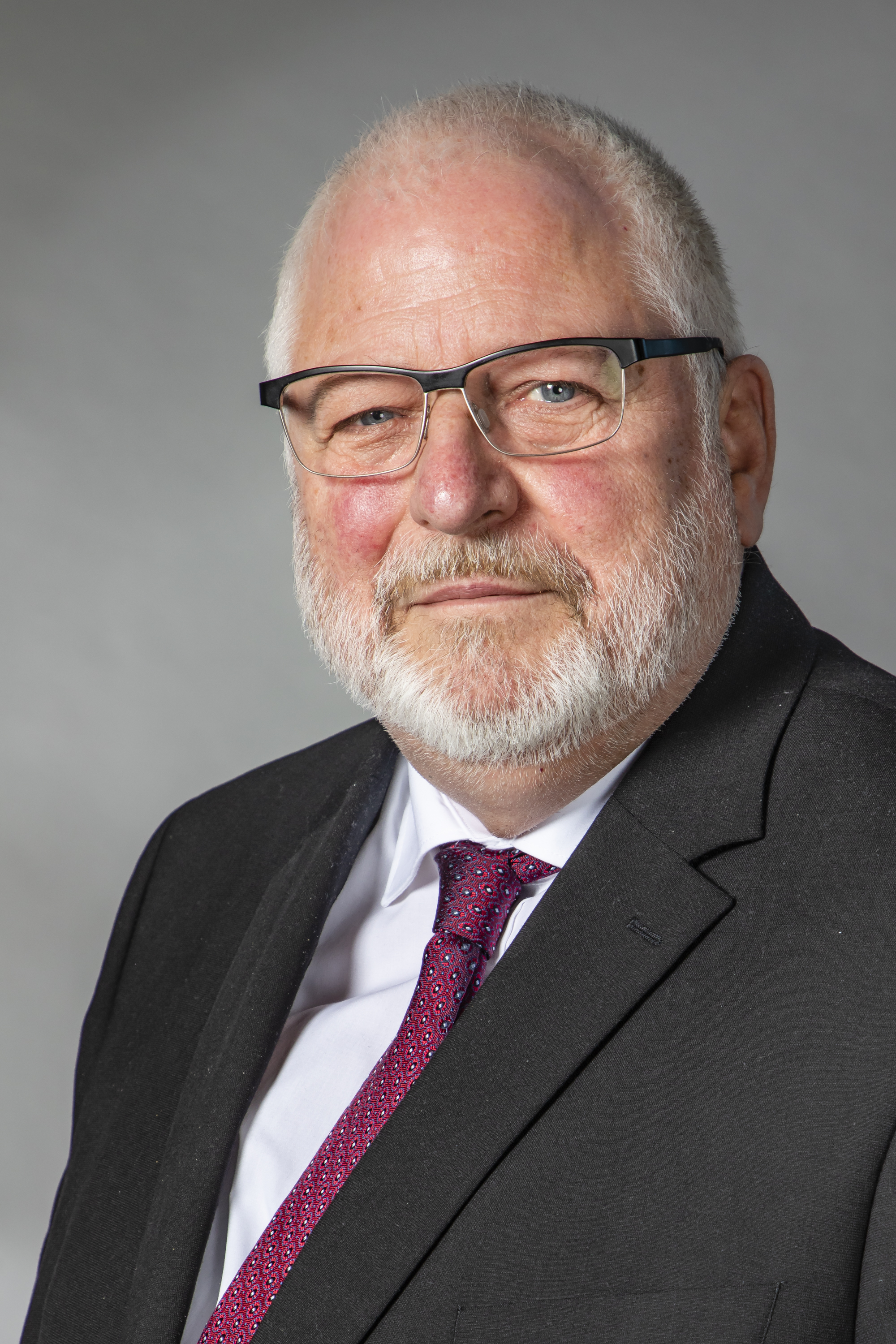
Karl Schultheis

Karl Schultheis (* 28. Januar 1953 in Aachen) ist ein deutscher Politiker (SPD). Er war von 1985 bis 1995 und von 2005 bis 2022 Abgeordneter im Landtag von Nordrhein-Westfalen.

## Leben
Karl Schultheis wurde im Marianneninstitut geboren und besuchte von 1959 bis 1966 die Volksschule und von 1966 bis 1973 das Bischöfliche Pius-Gymnasium Aachen, unterbrochen von einem Schüleraustauschjahr 1970 bis 1971 auf der Westlake Boys Highschool im neuseeländischen Auckland. 1973 machte er sein Abitur.
Karl Schultheis studierte von 1974 bis 1982 die Fächer Geschichte und Anglistik an der RWTH Aachen. Die 1. Staatsprüfung für das Lehramt am Gymnasium bestand er 1982, die Zweite Staatsprüfung legte er 1985 ab. Danach war er als Lehrer an der Berufsbildungs- und Gewerbeförderungseinrichtung der Handwerkskammer Aachen tätig.
Karl Schultheis ist  verheiratet und ist Vater eines Sohnes.

## Politisches Wirken
Von 1995 bis 1998 war er persönlicher Referent und Leiter der Stabsgruppe der damaligen Ministerin für Wissenschaft und Forschung NRW, Anke Brunn. Von 1998 bis 2005 übernahm er die Position als Gruppenleiter Forschung im Ministerium für Wissenschaft und Forschung NRW.
Karl Schultheis ist Mitglied der SPD seit 1969. Von 1976 bis 1981 war er Vorsitzender des SPD-Ortsvereins Aachen-Richterich. Von 1990 bis 1994 stellvertretender Vorsitzender des SPD-Unterbezirks Aachen-Stadt. Seit 1994 ist er hier deren Vorsitzender. Seit 2002 ist Karl Schultheis Mitglied des Landespräsidiums der SPD NRW, von 2004 bis 2006 war er stellvertretender Vorsitzender der SPD NRW. Von 1977 bis 1989 übernahm er die Aufgabe als Mitglied der Bezirksvertretung Aachen-Richterich. Seit 1989 ist er Mitglied im Rat der Stadt Aachen. Dort ist er Sprecher der SPD-Fraktion im Ausschuss für Wirtschaft, Wissenschaft und Europäische Angelegenheiten.
Vom 30. Mai 1985 bis 31. Mai 1995 war Schultheis erstmals Mitglied des Nordrhein-Westfälischen Landtages. Im Jahr 2005 wurde er erneut in den Landtag gewählt, dem vom 8. Juni 2005 bis zum 31. Mai 2022 erneut angehörte. Zwischenzeitlich war er Sprecher seiner Fraktion im Ausschuss für Innovation, Wissenschaft, Forschung und Technologie und Mitglied im Petitionsausschuss, sowie im Kulturausschuss. Bei den Landtagswahlen 2010, 2012 und 2017 gewann er das Direktmandat im Landtagswahlkreis Aachen I. Bei der Landtagswahl 2022 trat er nicht erneut an.
2009 kandidierte er für das Amt des Oberbürgermeisters von Aachen, unterlag jedoch knapp Marcel Philipp (CDU).

## Mitgliedschaften
Karl Schultheis ist Mitglied der Gewerkschaft Erziehung und Wissenschaft (GEW), der Arbeiterwohlfahrt (AWO), wo er im Präsidium des Verbandes Mittelrhein tätig ist, und der Sozialistischen Jugend Deutschlands „Die Falken“.